# Alexander Dale Oen
Alexander Dale Oen (Øygarden, 21 de maig de 1985 - Flagstaff, 30 d'abril de 2012) va ser un nedador noruec.

## Defunció
El 30 d'abril de 2012 va morir d'un atac de cor i es va desplomar a la dutxa després de realitzar un entrenament d'alt rendiment a la ciutat estatunidenca de Flagstaff, on es trobava preparant-se pels Jocs Olímpics de Londres 2012.

## Tribut
El 2 d'agost de 2012, el nedador hongarès Dániel Gyurta, que va guanyar els 200 metres braça masculí als Jocs Olímpics d'Estiu de 2012, disputats a Londres, va oferir una còpia de la seva medalla d'or a la família de Dale Oen per tal d'honorar la seva amistat. Cameron van der Burgh, de Sud-àfrica, que va guanyar els 100 metres braça masculins i va batre el rècord mundial, va dedicar la proesa a Dale Oen perquè era un dels seus millors amics i el seu màxim rival. La nova piscina pública de Bergen rep el nom d'Alexander Dale Oen Arena (ADO Arena) en honor seu. Entre d'altres, el 2014 la primera ministra noruega Erna Solberg va pronunciar un discurs a la inauguració de l'ADO Arena, nomenant Dale Oen com possiblement el més gran atleta del país.